# 堀田怜央
堀田 怜央（ほった れお、1995年11月3日 - ）は、日本の俳優で、アーティストグループTFGのメンバーである。グループでの担当カラーはYellow、担当フレグランスはシトラスノート。代々木アニメーション学院声優タレントコース卒業。スペースクラフト・エンタテインメント所属。

## 略歴
- 2015年10月2日、ミュージカル作品『ちっちゃな英雄（ちっちゃなヒーロー）』のハンス役で代々木アニメーション学院に在学中に俳優デビューを果たす[1]。
- 2016年7月16日より『お台場みんなの夢大陸2016』のミストマンピンクを務める[5]。
- 2017年6月8日に開演した、舞台『モデラート』のイクル役で、初主演を務める[1]。
- 2017年7月22日に公開した、映画『お前はまだグンマを知らない』で映画初出演[6]。
- 2019年4月10日、アーティストグループTFGを結成。7月17日、1stシングル『My dear Summer』でメジャーデビュー[7]。

## 人物
「怜央」という名前は『ウルトラマンレオ』や『ジャングル大帝レオ』が好きな父親が名付けたもので、「大きくたくましく育って欲しい」という願いに由来する。
性格は真面目で努力家、人を笑わせることが好きだが、一風変わった言動から不思議・宇宙人と称されることもある。
趣味・特技・はまっていることは、テニス・極真空手・逆立ち・片手腕立て伏せ・紅茶・赤ワイン・お香・映画鑑賞である。
身体は主に自宅で鍛えており、稀にジムでトレーニングをすることもある。
好きな映画は『アバウト・タイム〜愛おしい時間について〜』『スパイダーマン』である。座右の銘は「大いなる力には、大いなる責任が伴う」で、これは映画『スパイダーマン』にでてくるセリフである。
好きなアニメは『CLANNAD -クラナド-』であり、「こんなにも、自分の感情を揺さぶられた作品はありません。」と語っている。
好きな食べ物はハンバーグとラーメンで、好きなおにぎりの具はツナマヨネーズである。本人は自身のTwitterで「#マヨラー堀田」と自称している。
また、ベンガルネコのラムやトイプードルのメイ、ハリネズミのうにまるなど、実家や祖父母、妹の家に住むペットの写真を掲載することが多く、動物好きな一面もある。
幼少期は、父親と夜中にカブトムシの採集に出かけるなど活発に過ごした。
小学校ではとてもやんちゃで、どちらかと言うと目立ちたがり屋であり、クラスメイトが喜ぶことを率先してやる生徒であった。
中学校では軟式テニス部に所属、高校では硬式テニス部に所属していた。「6年間テニスをやってたことは、自分自身にとって、凄く自信になっています。」と語っている。
高校は進学校に通っていたが、幼い頃に父親と観た洋画やアニメの楽しさ、友だちと即興劇をした思い出を振り返り、自身も誰かに影響を与えたいという想いから代々木アニメーション学院に進学を決めた。芸能界を目指すことを周囲から反対され、特に父親からは強く反対されていたが、必死の説得の末理解を得ることができた。「出演している舞台には、親族みんなが来てくれて、今では凄く応援してもらっています。」と語っている。
代々木アニメーション学院時代には、学院主催の全国選抜サマーキャンプの選抜メンバーに選ばれた。そこで行われた公開オーディションでのテニスラケットを使った熱い即興パフォーマンスが関係者の目に止まり、現事務所に所属することとなった。在学中にD.K HOLLYWOOD STYLISH COMEDYの舞台を観劇し、舞台の楽しさを知った。後に同劇団の舞台『Hysteric Fellows』に出演する。
俳優活動だけでなく音楽活動に対しても積極的で、ヒトカラや歌唱レッスンに行くことがあり、また、TFGのイベント『TFG お願い!Autumn Party』にてギターを初披露した。

## 出演

### 舞台
- ミュージカル作品「ちっちゃな英雄」（2015年10月2日 - 2016年3月20日、サンリオピューロランド「フェアリーランドシアター」） - ハンス 役[1]
- コミックジャック—RETURN2016—（2016年1月20日 - 27日、紀伊國屋サザンシアター） - ねずみ男子 ハンス 役[25]
- モンブラン～黄昏のROUTE69～（2017年2月7日 - 10日・3月14日 - 18日、浅草六区ゆめまち劇場） - 1人3役[1]
- ＭＯＮＴＡＧＥ（2017年4月25日 - 30日、浅草六区ゆめまち劇場） - 佐伯健人 役[26]
- モデラート（2017年6月8日 - 10日、浅草六区ゆめまち劇場） - 主人公：イクル 役[1]
- トワイスアップ～スペースオペラは今はいらない～STAGE夏（2017年7月28日 - 30日、浅草六区ゆめまち劇場） - トニー 役[1]
- 止まれない12人（2017年8月30日 - 9月3日、シアターサンモール） - 松本どんぐり 役[1]
- トワイスアップ～沈んだ碧は息ができないそんな場所～STAGE秋＆大山真志Special Live（2017年9月28日 - 10月1日、浅草六区ゆめまち劇場） - トニー 役[1]
- Asterism vol,o5「NoLimit-Replays」（2017年11月2日 - 13日、シアターグリーン） - 映八 役[27]
- トワイスアップ～自分を偽るそんな夜に本音を語れる雪が降る～STAGE冬（2017年12月8日 - 10日、浅草六区ゆめまち劇場） - トニー 役[1]
- GEKIIKE本公演第9回「漆黒ノ戰花」（2018年1月17日 - 28日、新宿村LIVE） - 須磨健 役[28]
- Mash Up Project もぴプロジェクト×ピンカルンカ「星の王子さま」（2018年4月4日 - 8日、アトリエファンファーレ高円寺） - バラ、酔っ払い、ヘビ 役[29]
- D.K HOLLYWOOD STYLISH COMEDY「Hysteric Fellows」（2018年5月30日 - 6月3日、シアターサンモール） - ライアン・フィリップ 役[1]
- 男子はつらくないよ？（2018年7月29日 - 8月4日、三越劇場） - リョウ 役[30]
- ナイスコンプレックスプロデュース#1「１２人の怒れる男」（2018年9月20日 - 24日、サンモールスタジオ） - 陪審員5号[31][32]
- KAKERU（2019年1月12日 - 15日・2019年2月9日 - 10日、シアターサンモール・YES THEATER） - 主人公：カケル 役[3]
- 朗読劇「Wizards witchery」（2019年3月16日・17日、ニッショーホール） - リヒト・久我 役[1]
- GEKIIKE本公演第10回「光芒のマスカレード-月光仮面異聞-」（2019年7月26日 - 8月12日、新宿村LIVE） - 衣笠伊吹 役[33]
- 宇宙戦艦ティラミスII 蟹・自分でむけますか（2020年1月8日 - 19日、クラブeX）ロメオ・アルファ 役[34]
- GEKIIKE10周年記念 本公演第11回「HIT LIST」（2020年8月 - 9月、こくみん共済 coop ホール(全労済ホール)スペース・ゼロ、ABC Hall、北九州芸術劇場 中劇場） - 神木歩 役[35]
- Asterism vol,06『DOUBT』（2020年2月26日 - 3月2日、TACCS1179）[36]
- 剣が君-残桜の舞-（2020年7月8日 - 12日、シアター1010） - 柳生三厳 役
- SERVAMP-サーヴァンプ-（2020年11月27日 - 12月6日、こくみん共済coopホール/スペース・ゼロ） - 有栖院御国 役
- 人狼系推理バトル『レジスタンスイレブン～未知なる敵からの卒業～』（2021年3月12日 - 16日、R'sアートコート）[37]
- Otona Project 第三十五弾 演劇ユニット爆走おとな小学生 第十六回全校集会「サイキック学園～青春超能力バトル～」（2021年5月、こくみん共済 coop ホール スペース・ゼロ、こまつ芸術劇場うらら）[38]
- ティアムーン帝国物語THE STAGE II ～断頭台から始まる、姫の転生逆転ストーリー～ （2021年7月14日 - 19日、六行会ホール） - シオン 役
- ナイスコンプレックスプロデュース #6「12人の怒れる男」（2021年7月 - 8月、大阪市立芸術創造館、赤坂RED/THEATER） - 陪審員5号[39][40]
- LOGOTyPEプロデュース『クロノス』（2021年10月6日 - 10日、中目黒 キンケロシアター）[41]
- Reading Drama 『5 years after』ver.7 ～20歳、25歳、30歳、それぞれの5年後に描いた夢とは？～（2021年11月30日 - 12月2日、赤坂レッドシアター）[42]

### 映画
- お前はまだグンマを知らない（2017年7月22日公開）[1] - 足利 役
- クロガラス２（2019年3月30日公開）[1]

### イベント
TFGのメンバーとして参加したイベントについては「TFG―ライブ・イベント」を参照。
- お台場みんなの夢大陸2016（2016年7月16日 - 2016年8月31日） - ミストマンピンク[5]
- スペースクラフトMen’s Crew!ファン感謝イベント（2017年2月12日、浅草六区ゆめまち劇場）[43]
- スペースクラフトMen’s Crew!～ホワイトデースペシャル～（2017年3月20日、浅草六区ゆめまち劇場）[44]
- なかじまかずひろpresents ちーむかず。「あつ。」（2019年4月14日、赤坂チャンスシアター） - ゲスト出演[45]
- ～space craft 天窓Project～ fan meeting．「 0_1 」（ 2019年6月3日、6月10日、9月2日、9月10日、10月17日・31日、11月26日、12月18日）[46][47][48][49]
- たかしゆうと2019 久野木貴士・有沢優兎バースデーイベント（2019年9月29日、代官山NOMADO） - ゲスト出演[50]

### テレビ番組
- 直美を落とせ！“胸キュン"夢大陸（2016年7月29日、フジテレビ） - ミストマンピンク・レオ[51]
- ドラマ「お前はまだグンマを知らない」（2017年3月6日 - 4週連続放送、日本テレビ） - 足利 役[52]
- 行列のできる法律相談所（2019年3月10日、日本テレビ） - 再現VTR[53]

### ネット配信
- アメステージ 堀田怜央チャンネル（2017年2月18日・26日、4月14日、5月24日、AMESTAGE）[54][55][56][57]
- 銭湯男子＃６（2017年2月20日、AbemaTV）[58]
- 銭湯男子＃７（2017年2月27日、AbemaTV）[59]
- アメステージ 永松文太チャンネル（2017年3月8日、AMESTAGE） - ゲスト出演[60]
- トワイスアップSHOWROOM（2017年9月25日、11月26日・28日、12月3日、SHOWROOM）[61][62][63][64]
- なかじまかずひろ。SHOWROOM（2019年2月7日、SHOWROOM） - ゲスト出演[65]
- わしはらの火曜の夜は笑わNight!!（2019年7月9日、LINE LIVE） - ゲスト出演[66]

### シングル
TFGのメンバーとして参加したシングルについては「TFG―ディスコグラフィ」を参照。
- Story/女神サマー（2016年8月3日発売） - ミストマン[67]

### 映像
- 舞台「トワイスアップ～スペースオペラは今はいらない～STAGE夏」公演DVD（SC-SG001）[68]
- 舞台「トワイスアップ～沈んだ碧は息ができないそんな場所～STAGE秋」公演DVD（SC-SG012）[69]
- 舞台「トワイスアップ～自分を偽るそんな夜に本音を語れる雪が降る～STAGE冬」公演DVD（SC-SG017）[70]
- GEKIIKE本公演第9回「漆黒ノ戰花」公演DVD[71]
- 舞台「男子はつらくないよ？」公演DVD[72]
- 舞台 NP#1「１２人の怒れる男」公演DVD[73]
- 朗読劇「Wizards Witchery」バックステージDVD（2019年5月28日イベント限定発売）[74]

### CM
- SUNTORY CRAFT BOSS inspired by 君の名は。(2017年4月15日 - ）[75]

### 広告・広報
- 東京工芸大学・工学部[1]
- ハイアットリージェンシー（2017年5月31日 - ）[76]
- Yamasanka[77][78]
- 知らなきゃヤバい!?撃って撃たれて超爽快!老若男女が盛り上がる「アーチェリーハント」が楽しすぎる（2017年7月10日、Let's ENJOY TOKYO）
- 自然と手をつなぐチャンスが到来…【つながるおでかけ】（2018年3月30日、Let's ENJOY TOKYO）

### 新聞
- ファン興奮〝逆告白〟Men's Crew!（2017年2月13日、スポーツ報知） [79]